# Turner Network Television
TNT (первоначально аббревиатура от Turner Network Television) — американский базовый кабельный телеканал, принадлежащий компании Warner Bros. Discovery, запущенный в октябре 1988 года. Первоначальной целью TNT была трансляция классических фильмов и телесериалов, на которые Turner Broadcasting сохранил права через свой родственный канал TBS. С июня 2001 года сеть сместила акцент на драматические телесериалы и художественные фильмы, а также некоторые спортивные события (включая NBA, NHL, мужской баскетбольный турнир NCAA и рестлинг AEW Rampage).
По состоянию на сентябрь 2018 года TNT принимали примерно 89,573 млн домохозяйств, которые являются подписчиками услуг абонентского телевидения на территории США.

## История
TNT был запущен в 1988 году и позиционировался как кино-канал, а его первой программой стала трансляция классического фильма 1939 года «Унесённые ветром». После десятилетия демонстрации классических кинофильмов канал начал добавлять и оригинальный контент, им стал научно-фантастический сериал «Вавилон-5» (переехавший с PTEN) и его недолго просуществовавший спин-офф «Крестовый поход». Их первым хитом стал сериал «Клинок ведьм» (2001—2002), который пришлось закрыть из-за алкоголизма исполнительницы главной роли, Янси Батлер.
Летом 2001 года TNT претерпел глобальный ребрендинг и ввел слоган «We Know Drama», делая с тех пор уклон на драматическое программирование. В качестве якоря, канал использовал синдицированные повторы «Закон и порядок», «Полиция Нью-Йорка», «Скорая помощь» и «Справедливая Эми». Наибольшим успехом канала стал оригинальный сериал «Ищейка» (2005—2012) с Кирой Седжвик, который побил несколько рейтинговых рекордов кабельного телевидения. Его спин-офф «Особо тяжкие преступления» (с 2012) и «Риццоли и Айлс» (2010—2016) были запущены после успеха «Ищейки» и впоследствии стали флагманскими проектами канала.
В 2012 году TNT запустил «Даллас», сиквел одноименного сериала 1978—1991 годов. Несмотря на массивный рейтинговый старт, сериал не имел долговечности и был закрыт в 2014 году. В тот же период TNT столкнулся c проблемой поиска новых хитов и большинство шоу канала, включая «Компаньоны», «Восприятие», «Рухнувшие небеса», «Город гангстеров», «Понедельник утром», «Агент Икс» и «Легенды», не имели каких-либо успехов. Это привело TNT к смене руководства и ребрендингу в сторону более острого программирования. Первыми проектами обновленного канала стали «Царство животных», «Хорошее поведение» и перезагрузка «Байки из склепа».